# Quart
|  | Per a altres significats, vegeu «Quart (desambiguació)». |

Quart és un municipi de la comarca del Gironès que forma part de l'àrea metropolitana de la ciutat de Girona. És un important referent de la ceràmica i la terrissa a Catalunya. Fa més de 700 anys que es té constància dels seus inicis. Durant força anys hi tingué lloc la Fira Mercat de la Terrissa Catalana de Quart molt reconeguda per la seva importància en el sector de la terrissa i de la ceràmica però que en aquests moments ja no es porta a terme. Hi ha documentats dos poblats ibèrics, el de la Creueta, situat al Puig d'en Rovira, i el de Castellar de la Selva.

## Fills il·lustres
- Lluís Sellés Romà (1922-1979), músic i fotògraf.

## Geografia
El nom de Quart és d'origen romà i significa que hi havia el quart mil·liari, és a dir, que es trobava a quatre milles de la ciutat de Girona.
- Llista de topònims de Quart (Orografia: muntanyes, serres, collades, indrets..; hidrografia: rius, fonts...; edificis: cases, masies, esglésies, etc).

L'actual municipi de Quart és el resultat de l'agregació, el 1846, dels antics termes independents de Castellar de la Selva, Montnegre, Palol d'Onyar i el mateix Quart.

## Demografia
| Entitat de població     | Habitants (2024) |
| Quart                   | 2.919            |
| Palol d'Onyar           | 871              |
| la Creueta              | 246              |
| Sant Mateu de Montnegre | 43               |
| Castellar de la Selva   | 12               |
| Montnegre               | 8                |
| Font: Idescat           |                  |

| 1497 f | 1515 f | 1553 f | 1717 | 1787 | 1857  | 1877 | 1887  | 1900 | 1910 |
| ------ | ------ | ------ | ---- | ---- | ----- | ---- | ----- | ---- | ---- |
| 65     | 64     | 61     | 307  | 473  | 1.139 | 950  | 1.003 | 755  | 672  |

| 1920 | 1930 | 1940  | 1950 | 1960  | 1970  | 1981  | 1990  | 1992  | 1994  |
| ---- | ---- | ----- | ---- | ----- | ----- | ----- | ----- | ----- | ----- |
| 896  | 921  | 1.089 | 990  | 1.043 | 1.185 | 1.272 | 1.969 | 2.094 | 2.094 |

| 1996  | 1998  | 2000  | 2002  | 2004  | 2006  | 2008  | 2010  | 2012  | 2014  |
| ----- | ----- | ----- | ----- | ----- | ----- | ----- | ----- | ----- | ----- |
| 2.123 | 2.183 | 2.402 | 2.545 | 2.609 | 2.637 | 2.762 | 2.983 | 3.255 | 3.441 |

| 2016  | 2018  | 2020  | 2022  | 2024  | 2026 | 2028 | 2030 | 2032 | 2034 |
| ----- | ----- | ----- | ----- | ----- | ---- | ---- | ---- | ---- | ---- |
| 3.478 | 3.640 | 3.798 | 3.906 | 4.099 | -    | -    | -    | -    | -    |

## Fira Mercat de la Terrissa Catalana de Quart
La història de la terrissa de Quart té el seu inici durant la baixa edat mitjana, quan un grup d'artesans s'establiren en aquesta zona, rica en terres argiloses, per desenvolupar la seva labor.
Posteriorment, aquests artesans es van agrupar en la confraria de Santa Justa i Santa Rufina, i sota aquest gremi visqueren entre els segles XVI i XIX una època d'esplendor econòmica, fins que l'aparició de nous materials i noves tecnologies feu entrar al sector en crisi. A partir d'aquest moment Quart s'especialitza progressivament en la ceràmica decorativa i artística, i durant aquesta nova etapa el municipi viurà un període clau en la història de la ceràmica catalana, emparat en l'estètica modernista i noucentista i impulsat per artistes com Gustau Violet, Rafael Masó o Fidel Aguilar.